# Andrea Forte Calatti
Andrea Forte Calatti (Milano, 19 marzo 1974) è un regista, scenografo, drammaturgo, docente e scrittore italiano.

## Formazione
Negli anni della formazione, studia parallelamente canto lirico presso il Conservatorio Giuseppe Verdi di Milano e Scienze motorie e sportive all'Università Cattolica del Sacro Cuore. Seguendo le tecniche terapeutiche del Metodo Feldenkrais e della sofrologia di Alfonso Caycedo, focalizza i suoi studi sul funzionamento del cervello, sul movimento del corpo e sulle relazioni, a livello nervoso, tra azione, esecuzione e intenzione.
La sua attività professionale inizia nel 2001 quando è chiamato a insegnare alla Scuola di perfezionamento dell'Accademia Teatro alla Scala.

## Percorso artistico
Nel 2006 Andrea Forte Calatti debutta in diversi ruoli del melodramma italiano. Tuttavia all'opera preferisce anteporre lo sviluppo di un progetto di maggiore respiro, una sintesi tra corpo (benessere fisico) e mente (creatività), il cui luogo di realizzazione è il teatro. Con Shock Andrea Forte Calatti compie il primo importante passo per l'attuazione di questa teoria.
Nell'aprile 2009, Shock va in scena al Teatro degli Arcimboldi di Milano. A fianco di Forte Calatti, ideatore e regista, ci sono Gianluca Schiavoni, coreografo della Scala, Philippe Daverio e Ornella Vanoni. Sulla scena, Shock presenta un immenso cervello, emblema della sclerosi dei vizi capitali, da cui escono i ballerini, che interpretano i nove “quadri danzanti”. Questi, a loro volta, rappresentano i sette vizi capitali, cui si aggiungono la paura e l'inganno. Nove, cioè il numero di categorie caratteriali dell'enneagramma elaborato dal filosofo mistico Georges Ivanovič Gurdjieff.
Shock è un percorso catartico nel quale le passioni dominanti (archetipi) possono essere modificate. Grazie allo studio del corpo, Forte Calatti percepisce la possibilità di superare il pregiudizio primordiale del peccato. Le patologie individuali sono superabili attraverso la felicità, la fede e l'amore.
Nel 2010 scrive La Contessa, un racconto fotografico la cui trama ruota intorno a una macchina fotografica Contessa, di fabbricazione Zeiss Ikon: oggetto fondamentale nei destini della famiglia Forte e grazie al quale l'autore compie un'analisi introspettiva.
Nel 2011, a fianco di Schiavoni, scrive la drammaturgia del balletto L'altro Casanova, andato in scena alla Scala a marzo di quell'anno e interpretato da Polina Semionova. Nell'opera Forte Calatti delinea un'innovativa figura femminile del Casanova. La realizzazione di questo personaggio parte dalle sensazioni espresse dallo stesso Casanova nei suoi scritti autobiografici, e non dai fatti o dalla narrazione di terze persone. Rivestendo di abiti femminili l'avventuriero veneziano, Forte Calatti ne ricostruisce la personalità secondo uno schema che non ha precedenti.
Nello stesso periodo scrive il romanzo La primavera di Casanova (edizioni La memoria del Mondo), in cui sviluppa la distinzione tra la figura storica di Giacomo Casanova, conosciuto dagli scritti autobiografici, e le sue percezioni sensoriali. L'autore è convinto che il personaggio reale rientri in questa seconda categoria e che quindi ciò che la posterità conosce dell'avventuriero veneziano sia una visione distorta.
Risale a questi anni l'incontro con Nino Sutera, primo ballerino della Scala e protagonista dei progetti successivi firmati dal regista. In particolare comincia a prendere corpo La Passione, film-danza sulle ultime ore di Cristo, le cui coreografie saranno realizzate da Mick Zeni, anche lui ballerino scaligero.
Nello stesso anno, Forte Calatti si trasferisce in Svizzera e inizia a viaggiare negli Stati Uniti per scoprire il cinema. A New York frequenta il Master in Regia della New York Film Academy (NYFA), diretto da Bryan Norton. Successivamente si spinge fino a Los Angeles per conoscere nuovi linguaggi cinematografici e imparando da Garrett Brown e Jerry Holway l'utilizzo della steadicam.
Le stesse basi teoriche del Casanova, caratterizzano Il monologo delle emozioni, composto nel 2012 per il comitato palermitano della Società Dante Alighieri: uno spettacolo di Feldenkrais interpretato da Onofrio Zummo presso la storica Villa Malfitano Whitaker di Palermo. Nello stesso periodo nasce il progetto Emotion life, spettacolo di danza contemporanea, realizzato con la sorella Caterina Forte e interpretato dalla ballerina Simona Atzori, che va in scena a Villa Pantelleria, sempre a Palermo.
Pochi mesi dopo, nel 2013, l'opera cinematografica La passione di Cristo è completa.
Nell'aprile 2014 all'Anteo Spazio Cinema di Milano, viene proiettata la prima del film-danza La Passione, pellicola di cui Forte Calatti firma la regia. Narrato attraverso il linguaggio della danza, su coreografia di Mick Zeni, musica di Gabriele Semeraro e fotografia di Roberto Tronconi, il film ripercorre le ultime ore di Cristo. Il cast è interamente composto da ballerini scaligeri, tra cui Nino Sutera nel ruolo di Cristo.
In questa occasione, Forte Calatti dichiara: «Il mio obiettivo futuro è proporre il film insieme alla sua rappresentazione teatrale, in modo da offrire una doppia emozione al pubblico, che unisca visuale e cinestesico. Film-danza e danza-live: solo così il cervello può vivere la scintilla della creatività».